# Maggie Oliver

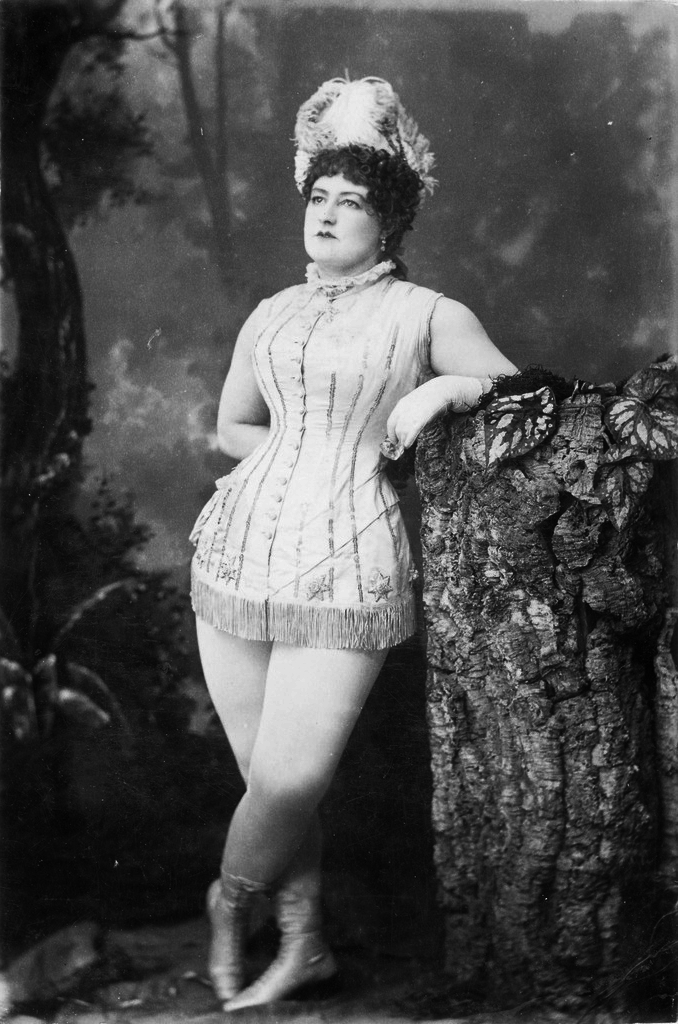
Maggie Oliver (1844-1892)

Maggie Oliver, född 1844, död 1892, var en australiensisk skådespelare, aktiv 1862-1888. 
Hon föddes i Sydney som dotter till smeden Michael Walsh och Catherine Fitzgerald och gifte sig med bankiren John Edward King 1869. Oliver blev en medlem av amatörteatersällskapet Redfern Dramatic Society 1862. Från 1866 var hon aktiv som yrkesskådespelare. 1868 debuterade hon vid Royal Victoria Theatre i Sydney. Från 1871 uppträdde hon främst i Queensland, men gästuppträdde ofta i Sydney. Hon var främst känd för sin komiska talang inom framför allt irländska farser. 